# 亚麻状龙胆
亚麻状龙胆（学名：Gentiana linoides）为龙胆科龙胆属的植物，为中国的特有植物。分布于中国大陆的云南等地，生长于海拔3,000米至4,000米的地区，常生于山坡草地及山脊火烧地，目前尚未由人工引种栽培。